# Mouvement antitabac sous le Troisième Reich
Vous lisez un « bon article » labellisé en 2009.
Après l'identification par les médecins allemands du lien entre le tabagisme et le cancer du poumon,, se développa un mouvement antitabac sous le Troisième Reich qui déboucha sur la première campagne antitabac de l'époque contemporaine.
Dès le début du XXe siècle, des mouvements luttant contre le tabagisme furent actifs dans un certain nombre de pays, : ils n'eurent qu'un succès limité, sauf en Allemagne, où la campagne fut soutenue par le gouvernement dès que les nazis arrivèrent au pouvoir. Cette campagne allemande fut le plus grand mouvement antitabac dans le monde durant les années 1930 et le début des années 1940. Les dirigeants nazis condamnèrent le tabagisme et nombre d'entre eux critiquèrent ouvertement la consommation de tabac. La recherche sur le tabagisme et ses effets sur la santé profitèrent de cette campagne sous le Troisième Reich, l'école allemande devenant la plus productive dans ce domaine durant cette période. Deux principaux facteurs motivèrent cette action : le dégoût personnel d'Adolf Hitler pour le tabac et l'eugénisme. Elle fut également associée à la fois à l'antisémitisme et au racisme.
Plusieurs mesures furent prises afin de lutter contre le tabagisme : l'interdiction de fumer dans les tramways, les bus et métros, la promotion de l'éducation pour la santé, la limitation des rations de cigarettes pour les soldats de la Wehrmacht, l'organisation de conférences médicales pour les soldats et l'augmentation des taxes sur le tabac. Les nazis imposèrent également des restrictions à la publicité pour le tabac et une réglementation sur le droit de fumer dans les espaces publics, tels les restaurants et cafés. Si le mouvement antitabac n'eut pas beaucoup d'effets dans les premières années du régime nazi sur la consommation de tabac (qui augmenta même entre 1933 et 1939), celle-ci diminua chez les militaires de 1939 à 1945. Même à la fin du XXe siècle, le mouvement antitabac dans l'Allemagne d'après-guerre ne réussit jamais à atteindre l'influence de la campagne antitabac des nazis.

## Antécédents
Un sentiment antitabac existe en Allemagne depuis le début des années 1900. Les critiques s'organisent au sein du Deutscher Tabakgegnerverein zum Schutze der Nichtraucher (« Association des opposants allemands au tabac pour la protection des non-fumeurs »). Fondée en 1904, cette organisation ne connaît qu'une courte existence. À sa suite, la Bund Deutscher Tabakgegner (« Fédération des opposants allemands au tabac ») est créée en 1910 à Trutnov, en Bohème. D'autres organisations similaires voient le jour en 1912 dans les villes de Hanovre et de Dresde ; en 1920, la Bund Deutscher Tabakgegner in der Tschechoslowakei (« Fédération des opposants allemands au tabac en Tchécoslovaquie ») nait à Prague, après la séparation de la Tchécoslovaquie de l'Autriche à l'issue de la Première Guerre mondiale. La Bund Deutscher Tabakgegner in Deutschösterreich (« Fédération des opposants allemands au tabac en Autriche allemande ») est créée à Graz en 1920.
Ces groupes publient des journaux préconisant la lutte contre le tabagisme. Le premier journal allemand du genre est Der Tabakgegner (« L'opposant au tabac »), publié par la Bund Deutscher Tabakgegner entre 1912 et 1932. Le Deutsche Tabakgegner (« L'opposant allemand au tabac »), second journal sur le sujet, est, quant à lui, publié à Dresde de 1919 à 1935. Les organisations anti-tabac sont également impliquées dans la lutte contre la consommation d'alcool.

## Motivations

### Attitude d'Hitler face au tabagisme

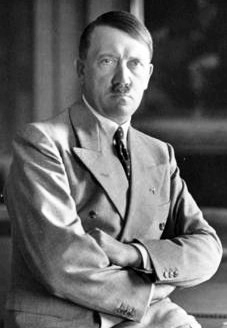
Hitler encouragea ses proches associés à arrêter de fumer.

Gros fumeur durant sa jeunesse, consommant de vingt à quarante cigarettes par jour, Adolf Hitler réussit à s'arrêter en considérant que fumer constitue une importante perte d'argent. Après avoir arrêté, il considère le tabagisme comme « décadent » et comme le résultat de « la colère de l'homme rouge contre l'homme blanc, vengeant son don d'alcool fort ». Il se lamente que « tant d'excellents hommes ont été perdus par un empoisonnement au tabac ». Hitler est souvent considéré comme le premier chef d’État à prôner la lutte anti-tabac. Mécontent qu'Eva Braun et Martin Bormann soient tous deux fumeurs, il est également préoccupé par Hermann Göring qui fume continuellement dans les lieux publics et il se montre particulièrement ennuyé lorsqu'une statue représentant Göring fumant un cigare est commandée.
Hitler désapprouve la liberté de fumer des militaires ; durant la Seconde Guerre mondiale, il déclare le 2 mars 1942 : « c'était une erreur, imputable au commandement de l'armée à l'époque, au début de la guerre ». Il annonce également qu'il est « incorrect de dire qu'un soldat ne pouvait vivre sans fumer » et promet la fin de la consommation de tabac dans l'armée après la fin de la guerre. Hitler encourage personnellement ses amis proches à ne pas fumer et récompense ceux qui arrêtent. Cependant, son dégoût personnel pour le tabac n'est qu'une des nombreuses raisons à l'origine des campagnes anti-tabac sous le régime nazi.

### Politiques eugénistes
Les politiques eugénistes nazies constituent également un important facteur à l'origine des campagnes antitabac. Les femmes fumeuses sont considérées comme plus sujettes à un vieillissement prématuré et à une perte d'attractivité physique, et par là même inaptes à servir de femmes et mères dans les familles allemandes. Werner Huttig de l'Office des politiques raciales du parti nazi (Rassenpolitisches Amt) affirme que le lait maternel des fumeuses contient de la nicotine, un fait maintenant établi par la recherche,,,. Martin Staemmler, médecin réputé du Troisième Reich, juge que la consommation de tabac chez la femme enceinte entraîne un taux plus important d'enfants mort-nés et de fausses couches. Cette opinion est partagée par Agnes Bluhm, hygiéniste raciale réputée, dans son livre publié en 1936. Les dirigeants nazis s'emparent de cette problématique, souhaitant eux aussi favoriser la fécondité des femmes allemandes. Un article publié dans un journal de gynécologie en 1943 affirme que les femmes fumant trois cigarettes ou plus par jour sont plus susceptibles de rester sans enfant comparativement aux non fumeuses.

## Recherches
Lorsque les nazis arrivent au pouvoir, en janvier 1933, l'Allemagne est à la pointe des recherches et des études sur les effets du tabac sur la santé publique. Le lien entre le cancer du poumon et le tabac est établi, pour la première fois, en Allemagne dans les années 1930,, contrairement à la croyance largement répandue qui attribue aux scientifiques américains et britanniques la paternité de cette découverte dans les années 1950. Le terme de « tabagisme passif » (Passivrauchen) est également créé en Allemagne à la même époque. Le régime nazi finance des études épidémiologiques sur les effets délétères de la consommation de tabac et de nombreuses recherches révèlent les effets désastreux du tabagisme sur la santé. Hitler accorde personnellement un soutien financier au Wissenschaftliches Institut zur Erforschung der Tabakgefahren (« Institut pour la recherche sur les dangers du tabac ») de l'université d'Iéna, principal institut anti-tabac d'Allemagne, fondé en 1941 et dirigé par Karl Astel,.
Franz H. Müller en 1939 et E. Schairer en 1943 sont les premiers à utiliser des méthodes épidémiologiques dites de « cas-témoin » pour étudier le cancer du poumon chez les fumeurs. En 1939, Müller publie un rapport dans un journal sur le cancer, réputé en Allemagne, qui affirme que la prévalence du cancer du poumon était plus élevée chez les fumeurs. Müller, décrit comme « le père oublié de l'épidémiologie expérimentale », est un membre de la Nationalsozialistisches Kraftfahrkorps (NSKK) et du parti nazi. La publication de Müller de 1939 est la première étude épidémiologique contrôlée au monde qui établit le lien entre le tabac et le cancer du poumon. Outre le fait de mentionner l'incidence croissante du cancer du poumon et de nombreuses causes sous-jacentes, comme les poussières, les gaz d'échappement des véhicules, la tuberculose, les rayons X et les polluants des usines, le document de Müller souligne que « l'importance de la fumée de tabac a été poussée de plus en plus au premier plan ».
Les médecins du Troisième Reich sont conscients que la consommation de tabac est impliquée dans plusieurs complications cardiovasculaires. L'absorption de nicotine est parfois considérée comme responsable de l'augmentation des cas d'infarctus du myocarde dans le pays. Dans les dernières années de la Seconde Guerre mondiale, les chercheurs considèrent la nicotine comme un facteur provoquant les infarctus du myocarde subis par un nombre significatif de militaires sur le front de l'Est. Un pathologiste de l'armée examine trente-trois jeunes soldats décédés d'un infarctus du myocarde sur le front et publie dans un rapport, en 1944, que tous sont des « fumeurs enthousiastes ». Il cite l'opinion du pathologiste Franz Buchner qui déclare que les cigarettes sont « un poison coronarien du premier ordre ».

## Mesures
Dans le cadre de leur campagne antitabac, les nazis utilisent plusieurs tactiques de propagande pour convaincre la population allemande de ne pas fumer. De populaires magazines sur la santé, comme le Gesundes Volk (« Peuple sain »), Volksgesundheit (« Santé du peuple ») et Gesundes Leben (« Vie saine »), publient des avertissements sur les effets du tabac sur la santé, et des affiches les illustrant sont placardées ; des messages antitabac sont envoyés aux personnes sur leur lieu de travail, bien souvent grâce à l'aide des membres de la Hitlerjugend et du Bund Deutscher Mädel,,. La campagne antitabac comporte également un volet consacré à l'éducation à la santé,,. En juin 1939, un bureau contre les dangers de l'alcool et du tabac est créé ; il participe à la lutte anti-tabac aux côtés du Reichsstelle für Rauschgiftbekämpfung (« Bureau pour la lutte contre les toxicomanies »). Des articles prônant l'abstinence tabagique sont publiés dans les magazines Die Genussgifte (« Les poisons du plaisir »), Auf der Wacht (« Sur la garde ») et Reine Luft (« Air pur »). Parmi ces revues, Reine Luft était la principale du mouvement antitabac, ; l'institut pour la recherche sur les dangers du tabac, dirigé par Karl Astel à l'université d'Iéna, achète et distribue d'ailleurs des centaines de rééditions de Reine Luft.
Après la reconnaissance des effets délétères du tabac sur la santé, plusieurs points de la campagne antitabac font l'objet de dispositions législatives ou réglementaires, à partir de la fin des années 1930 : en 1938, la Luftwaffe et la Reichspost imposent le bannissement de la cigarette ; le tabagisme est également interdit dans les établissements de soins, dans certains services publics, dans les maisons de repos et dans les écoles. Il est aussi interdit aux sages-femmes de fumer pendant leur travail. En 1939, le Parti national-socialiste des travailleurs allemands proscrit l'usage du tabac dans tous ses bureaux locaux, et Heinrich Himmler, chef suprême de la Schutzstaffel, en limite la consommation par le personnel de police et les officiers SS durant leurs heures de travail. En 1941, la consommation de tabac dans les tramways est interdite dans soixante villes allemandes ; une telle mesure concerne aussi les abris anti-bombes dont certains comportent cependant des pièces réservées aux fumeurs.

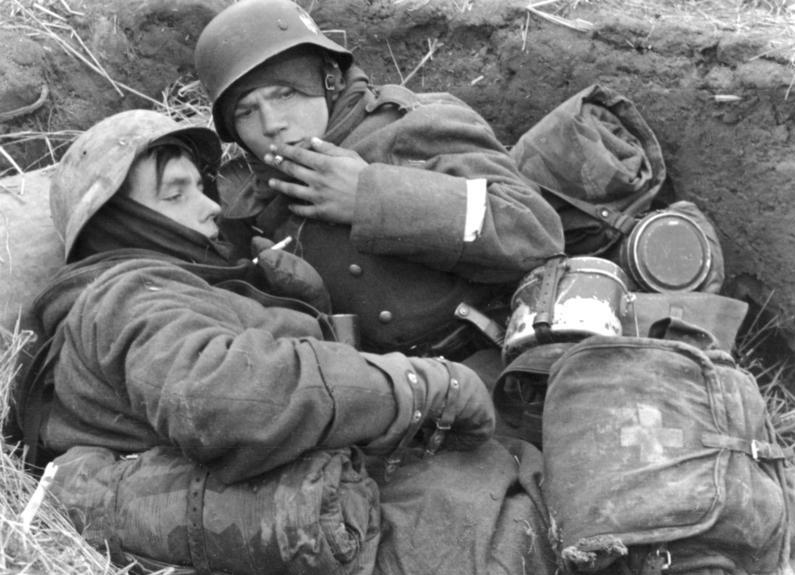
Les groupes « méritants » obtinrent de la part du régime nazi des cigarettes (ici deux jeunes soldats allemands sur le front de l'Est, en janvier 1942).

Une attention particulière est portée à la lutte contre le tabagisme chez les femmes. Le président de l'association médicale en Allemagne annonce que « les femmes allemandes ne fument pas ». Les femmes enceintes, de même que celles de moins de 25 ans ou de plus de 55 ans, n'obtiennent pas de cartes de rationnement de tabac pendant la Seconde Guerre mondiale ; des restrictions sur la vente des produits dérivés du tabac aux femmes sont imposées au secteur hospitalier et à l'industrie de la distribution alimentaire. Des films antitabac visant les femmes sont projetés et des éditoriaux discutant de l'usage du tabac et de ses effets furent publiés dans les journaux. Un département du Nationalsozialistische Betriebszellenorganisation (NSBO : Organisation des cellules d'entreprises national-socialistes) annonce même qu'il expulserait tous les membres féminins qui fument en public.

Une nouvelle étape est franchie en juillet 1943 avec l'interdiction aux personnes de moins de 18 ans de fumer en public,,. L'année suivante, la consommation de tabac dans les bus et les métros est également proscrite, sur l'initiative personnelle d'Hitler qui craint que les femmes voyageant dans les transports en commun soient victimes du tabagisme passif.
Les publicités pour le tabac sont limitées par une loi promulguée le 7 décembre 1941 et signée par Heinrich Hunke, le président du Conseil de la publicité : les annonces essayant de dépeindre le tabac comme inoffensif ou comme une expression de la masculinité sont bannies ainsi que les tentatives de tourner en ridicule les activistes antitabac ; l'utilisation de panneaux publicitaires le long des voies ferrées, dans les régions rurales, dans les stades et les terrains de courses est interdite, tout comme la publicité par haut-parleurs ou courrier.
La Wehrmacht subit également des restrictions. Les rations de cigarettes chez les militaires sont limitées à six par soldat et par jour ; toutefois, il arrive souvent que des cigarettes supplémentaires soient vendues aux soldats, en particulier en cas de stagnation du front ou de retraite ; leur nombre est cependant limité à cinquante pour chaque personne et par mois. Les soldats adolescents servant dans la 12e Panzerdivision SS Hitlerjugend, composé de membres des Jeunesses hitlériennes, reçoivent quant à eux des sucreries au lieu de tabac. L'accès aux cigarettes n'est pas autorisé aux auxiliaires féminines de la Wehrmacht. Des conférences médicales sont organisées pour persuader le personnel militaire d'arrêter de fumer. Le 3 novembre 1941, une ordonnance augmente les taxes sur le tabac de 89 à 95 % du prix de vente : ce sera la plus importante augmentation des taxes sur le tabac en Allemagne sur la période de vingt-cinq ans qui suit la chute du régime nazi.

## Efficacité
|            | Année |       |       |       |
| 1930       | 1935  | 1940  | 1944  |       |
| Allemagne  | 490   | 510   | 1 022 | 743   |
| États-Unis | 1 485 | 1 564 | 1 976 | 3 039 |

Le début de la campagne antitabac est considéré comme un échec : entre 1933 et 1937, la consommation de tabac augmente rapidement en Allemagne. Le taux de fumeurs dans le pays augmente plus rapidement qu'en France, où le mouvement anti-tabac est pourtant faible et nettement moins influent : entre 1932 et 1939, la consommation de cigarettes par habitant passe en Allemagne de 570 à 900 par an, alors qu'en France, elle n'augmente que de 570 à 630,.
Les entreprises allemandes du tabac tentent à plusieurs reprises d'affaiblir la campagne antitabac : elles publient de nouvelles revues et essaient de dépeindre le mouvement antitabac comme « fanatique » et « non scientifique ». Elles tentent également de contrer la campagne visant à empêcher les femmes de fumer en utilisant des personnages féminins dans leurs publicités. Malgré les mesures gouvernementales, de nombreuses femmes en Allemagne fument régulièrement, y compris les épouses de plusieurs dignitaires nazis. Magda Goebbels, par exemple, fume même lorsqu'elle est interviewée par un journaliste. Des illustrations de mode présentant des femmes avec des cigarettes sont souvent publiées dans d'importantes publications comme le Beyers Mode für Alle (« Mode de Beyer pour tous ») ; la couverture de la chanson populaire Lili Marleen, interprétée par Lale Andersen, la représente tenant une cigarette.
Les nazis renforcent leur lutte contre le tabac à la fin des années 1930 et dans les premières années de la Seconde Guerre mondiale, faisant décliner le taux de consommation. Résultat des mesures antitabac mises en œuvre dans la Wehrmacht, la consommation totale de tabac par les soldats diminue entre 1939 et 1945. Selon une étude menée en 1944, le nombre global de fumeurs augmente dans la Wehrmacht, mais la consommation moyenne de tabac par le personnel militaire décline de 23,4 % comparée aux années précédant la guerre. Le nombre de personnes fumant trente ou plus de trente cigarettes par jour décline de 4,4 % à 0,3 % pendant la même période.
Cependant, les politiques antitabac des nazis ne sont pas dépourvues de contradictions : si les politiques de la Volksgesundheit (« Santé du peuple ») et la Gesundheitspflicht (« Devoir de la bonne santé ») sont renforcées, des cigarettes sont distribuées activement aux groupes « méritants », selon les critères nazis, comme les soldats au front ou les membres des Jeunesses hitlériennes et les groupes « non-méritants » et discriminés, comme les Juifs ou les prisonniers de guerre, sont privés de tabac.

## Association avec l'antisémitisme et le racisme
Outre les considérations de santé publique, les nazis sont fortement influencés par leur idéologie, en particulier par les concepts d'hygiène raciale et de pureté du corps. Les dirigeants nazis pensent qu'il est mauvais pour la race supérieure de fumer et que la consommation de tabac équivaut à une « dégénérescence raciale » ; ils considèrent le tabac comme un « poison génétique » et les hygiénistes raciaux s'opposent à sa consommation, craignant qu'il ne « corrompe le plasma germinatif allemand ». Les activistes antitabac nazis essaient, de plus, de dépeindre le tabac comme un « vice » des Africains « dégénérés ».

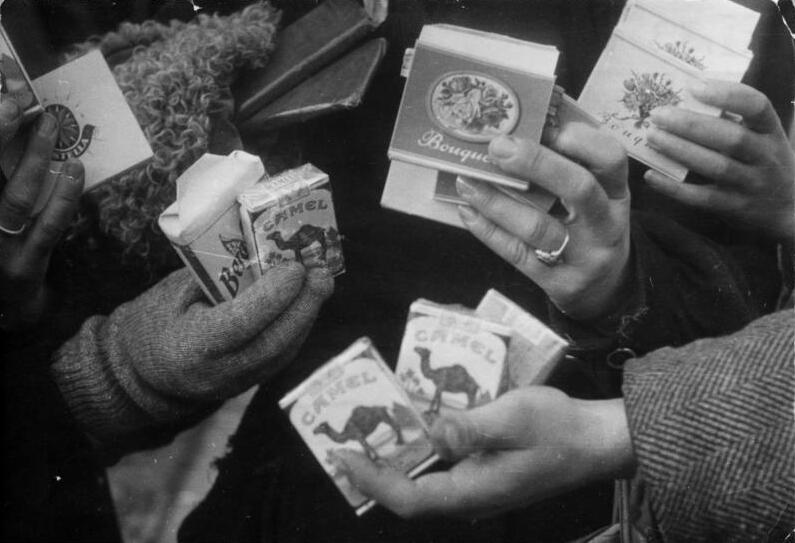
Marché noir sur la Potsdamer Platz à Berlin (janvier 1949).

Les nazis affirment également que les Juifs sont responsables de l'introduction du tabac et par extension de ses effets délétères. L'Église adventiste du septième jour en Allemagne déclare que la consommation de tabac est un vice diffusé par les Juifs. En 1941, lors de la cérémonie d'inauguration du Wissenschaftliches Institut zur Erforschung der Tabakgefahren, Johann von Leers, éditeur du Nordische Welt (« Monde nordique »), déclare que le « capitalisme juif » est responsable de la consommation croissante de tabac en Europe et que celui-ci est entré pour la première fois sur le sol allemand à cause des Juifs, ceux-ci contrôlant l'industrie du tabac à Amsterdam, son principal point d'entrée.

## Après la Seconde Guerre mondiale
Après la chute du régime nazi à la fin de la Seconde Guerre mondiale, les fabricants de cigarettes américains pénètrent rapidement le marché allemand et les dirigeants de la campagne antitabac nazie sont écartés. La contrebande du tabac devient prépondérante : en 1949, près de 400 millions de cigarettes produites aux États-Unis entrent illégalement en Allemagne chaque mois ; en 1954, près de deux milliards de cigarettes suisses sont introduites clandestinement en Allemagne et en Italie. Dans le cadre du plan Marshall, les États-Unis envoient gratuitement du tabac en Allemagne : la quantité livrée en 1948 s'élève à 24 000 tonnes et atteint 69 000 tonnes en 1949. Le gouvernement fédéral des États-Unis dépense 70 millions de dollars dans ce plan, pour le bonheur des sociétés de production de cigarettes des États-Unis, qui en profitent énormément.
La consommation annuelle de cigarettes par personne dans l'Allemagne d'après-guerre grimpe de 460 en 1950 à 1 523 en 1963. À la fin du XXe siècle, la campagne antitabac en Allemagne n'est pas en mesure de dépasser l'apogée connu sous le régime nazi entre 1939 et 1941 : selon Robert N. Proctor, la recherche allemande sur les liens entre le tabac et la santé est « coupée ».